# Гартнарт I
Гартнарт I (*Gartnait I, д/н — бл. 537) — король піктів у 531—537 роках.

## Життєпис
Походив з династії Гіромидів. Про Гартнарта відомо лише з «Піктської хроніки». Став королем близько 531 року після смерті старшого брата Друста IV. Панував приблизно до 537 року. Вважається, що в своїй політиці продовжив заходи зі зміцнення держави. Після нього успадкував трон молодший брат Кейлтрам I.